# Bildtafel der Verkehrszeichen im Deutschen Reich von 1923 bis 1925
Die Bildtafel der Verkehrszeichen im Deutschen Reich von 1923 bis 1925 zeigt die Verkehrszeichen im Deutschen Reich während der Weimarer Republik, zeigen die Neufassung der 1909 erlassenen Verordnung über den Verkehr mit Kraftfahrzeugen, die nun als Verordnung über Kraftfahrzeugverkehr vom 15. März 1923 gültig wurde.
Weiterhin gültig blieben die 1910 eingeführten internationalen Warnungstafeln. In den zu den Punkten C. Der Führer des Kraftfahrzeuges und  D. Benutzung öffentlicher Wege und Plätze gehörenden Paragraphen 18 und 23 wird 1923 auf Geschwindigkeitsbegrenzungen eingegangen. Bei Kraftfahrzeugen mit einem Gesamtgewicht von unter 5,5 Tonnen durfte die Geschwindigkeit innerhalb geschlossener Ortschaften nun nicht mehr unter 30 Kilometer pro Stunde begrenzt werden. Regionale Verwaltungsbehörden hatten das Recht, die innerörtliche Geschwindigkeit auf bis zu 40 Kilometer pro Stunde heraufzusetzen. Fahrzeuge über 5,5 Tonnen durften eine Ortschaft mit maximal 25 Kilometer pro Stunde durchfahren. Zugmaschinen mit Anhänger durften in diesem Fall nicht schneller als 16 Kilometer pro Stunde fahren. Insgesamt schenkt die Verordnung von 1923 den Verkehrszeichen nur oberflächlichen Raum, während beispielsweise die Nummernschilder in allen Details beschrieben werden.
Das Gesetz über den Verkehr mit Kraftfahrzeugen vom 21. Juli 1923 bezog sich in Paragraph 5a auf das Aufstellen von Warnungstafeln. Danach sollten gefährliche Straßenabschnitte, die dem Durchgangsverkehr dienten, durch Warnungstafeln gesichert werden. Dazu zählten unter anderem Bahnübergänge, Straßenkrümmungen und Kurven. 
Die Farbtöne und die Typographie der Zeichen war nicht vereinheitlicht, somit war die Ausführung im Einzelnen von den Vorgaben der deutschen Länder, der Hersteller und der Automobilvereine abhängig. Auch die Texte auf den Tafeln konnten trotz offizieller Vorgaben abweichend ausgeführt sein.

## Amtlich verordnete Tafeln

### Internationale Warnungstafeln

Querrinne
gefährliche Kurve
Straßenkreuzung
Bahnübergang

### Tafel für Höchstgeschwindigkeiten

Kraftfahrzeuge 30 km/h Höchstgeschwindigkeit

### Sperrtafeln

Verbot für Kraftfahrzeuge an Sonn- und Festtagen von ... bis ...
Verbot für Kraftfahrzeuge, offen für Motorräder
Verbot für Kraftfahrzeuge und Motorräder

## Weitere Beschilderung
Die weitere Beschilderung der Straßen wurde in vielen Bereichen regional ausgeführt und war daher vielfach sehr uneinheitlich. 

### Initiativen örtlicher Behörden

Lastwagen 10 km/h Höchstgeschwindigkeit Lokal eingesetzte Variante der offiziellen, schwarz-blauen Geschwindigkeitstafeln für Fahrzeuge über 5,5 Tonnen Gesamtgewicht.

### Initiativen der Automobilclubs

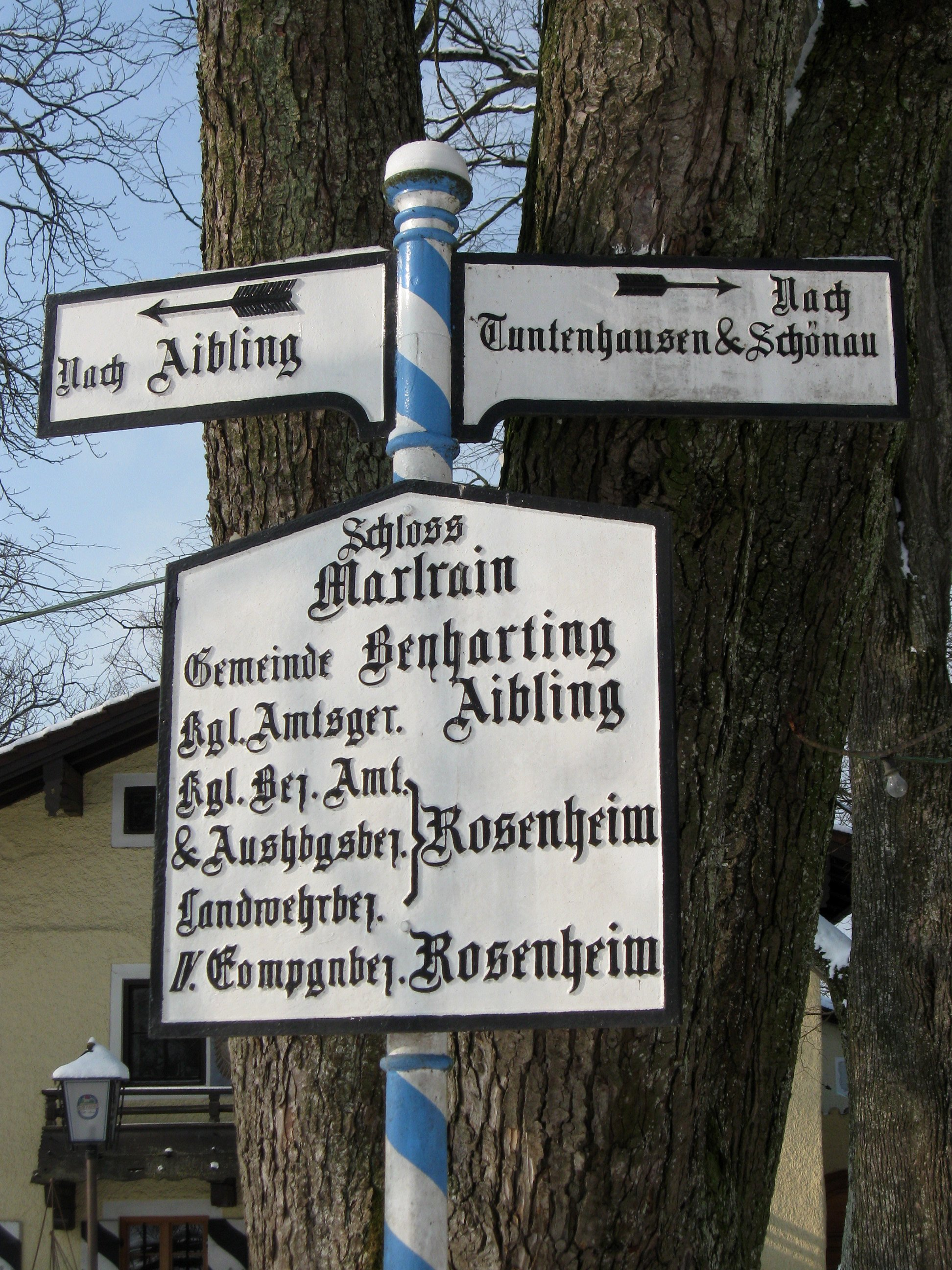
Die im 19. Jahrhundert gestalteten bayerischen Wegweiser und Ortstafeln bestanden im großen Stil zumeist noch bis in die 1930er Jahre.

Seit 1912 stellte unter anderem der Allgemeine Deutsche Automobil-Club Ortstafeln und Wegweisertafeln in privater Initiative auf, da staatliche Stellen keine Notwendigkeit darin sahen, eine autofahrergerechte neuzeitliche Beschilderung zu verordnen. Meist standen in den 1920er Jahren noch die in der Regel aus Gusseisen gefertigten Ortstafeln und Wegweiser aus dem 19. Jahrhundert. 
In den 1920er Jahren begann der Deutsche Touring-Club mit der Aufstellung von Wegweisern in den wichtigsten deutschen Verkehrsregionen. Die Schilder besaßen eine einheitliche Gestaltung; das untere Feld war den Firmen vorbehalten, die sich an der Herstellung der Tafel finanziell beteiligt hatten. Der Bayerische Automobil-Club stellte zusätzlich in Bayern blau-weiße Warnungstafeln auf, die sich in ihrer grundsätzlichen Form an den staatlichen Tafeln für Höchstgeschwindigkeiten orientierten.

Ortstafel des Allgemeinen Deutschen Automobil-Club
Wegweisertafel des Deutschen Touring-Clubs
Warnungstafel des Bayerischen Automobil-Clubs

## Warnungstafeln für Wegübergänge
Die ursprünglich von der Preußisch-Hessischen Eisenbahngemeinschaft an Wegübergängen angebrachten Warnungstafeln, deren Schrift erhaben ausgeführt sein musste blieben auch nach 1918 in den ursprünglichen Bemessungen erhalten. Nach Gründung der Deutschen Reichseisenbahnen ab 1. April 1920 und erneut nach Gründung der Deutsche Reichsbahn-Gesellschaft ab 30. August 1924 wurden diese Tafeln reichsweit gültig.

Warnungstafel für Wegübergänge mit Schranken
Warnungstafel für Wegübergänge ohne Schranken
Warnungstafel für Wegübergänge an Nebenbahnen mit ständigem selbsttätigem Läutewerk